# Miramont-de-Quercy
Miramont-de-Quercy – miejscowość i gmina we Francji, w regionie Oksytania, w departamencie Tarn i Garonna.
Według danych na rok 1990 gminę zamieszkiwało 290 osób, a gęstość zaludnienia wynosiła 19 osób/km² (wśród 3020 gmin regionu Midi-Pireneje Miramont-de-Quercy plasuje się na 777. miejscu pod względem liczby ludności, natomiast pod względem powierzchni na miejscu 753.).